# Gammacoronavirus
I Gammacoronavirus sono uno dei quattro generi della sottofamiglia Orthocoronavirinae nella famiglia dei Coronaviridae, dell'ordine Nidovirales.
Essi hanno un rivestimento (envelope), e sono virus a RNA a singolo filamento positivo.